# Antoinette I
O Antoinette I, foi o primeiro protótipo de um monoplano, monomotor francês construído pela Antoinette em 1907, bastante diferente dos modelos que se seguiram, esse protótipo não chegou a ser totalmente montado.

## Histórico
O projeto do Antoinette I teve início em dezembro de 1906, quando a diretoria permitiu que Levavasseur construísse um avião para o capitão Ferber; apenas como forma de promover seus motores. A construção do Antoinette I começou em fevereiro de 1907, depois de muita pesquisa e testes de modelos. A estrutura geral, lembrava os modelos mais famosos que viriam a seguir: uma longa e esguia fuselagem de seção triangular, com suportes diagonais de madeira; Asas suspensas por cabos com várias longarinas (nesse caso 5) com várias nervuras integradas; trem de pouso central com esquis; hélices construídas de lâminas ovais de alumínio rebitadas a uma haste de aço; um motor Antoinette; lemes e profundores triangulares.
Mas em outros aspectos, o  Antoinette I era muito diferente dos seus sucessores: um estabilizador frontal deveria ser montado logo acima do motor, ao estilo dos profundores de Blériot; as asas eram elípticas e curvadas como colheres. Essas asas foram exibidas no Salão de Paris de 1908; o modelo foi completado mais tarde (ou quase), mas não chegou a ser testado; Levavasseur foi convencido pelos investidores a trabalhar em outros desenhos.

## Especificação
Estas são as características do Antoinette I:
- Características gerais:
  - Tripulação: um
  - Comprimento: 15,5 m
  - Envergadura: 10 m
  - Área da asa: 30 m²
  - Peso vazio: 500 kg